# Vodacom
Vodacom Group Limited est une entreprise de téléphonie basée en Afrique du Sud et active au Congo-Kinshasa, au Lesotho, au Mozambique et en Tanzanie. C’est une filiale détenue à 64,5 % par le Vodafone Group Plc. Elle détient en 2018 la première place en termes de part de marché de téléphonie mobile sur cinq pays africains dont l'Afrique du Sud et le Congo Kinshasa (avant d'être dépassée par Orange RDC), et fournit des services commerciaux à des clients dans plus de 32 pays africains, dont le Nigéria, la Zambie, l'Angola, le Kenya, le Ghana, la Côte d'Ivoire et le Cameroun.

## Histoire
L'entreprise était détenue à parts égales par le géant sud-africain des télécommunications Telkom et l'opérateur multinational britannique Vodafone. Le 6 novembre 2008, Vodafone a annoncé avoir accepté d'augmenter sa participation à 64,5 %, et Telkom a annoncé la scission de sa participation restante en l'introduisant à la Bourse de Johannesbourg (JSE). Le 1er avril 2011, Vodacom a officiellement dévoilé son nouveau logo, passant du bleu au rouge, reprenant le style de sa maison mère, Vodafone.
Vodacom couvre le Kilimandjaro, point culminant du monde couvert par le GSM, jusqu'à ce qu'Axiata (par l'intermédiaire de sa filiale Ncell) assure la couverture du sommet de l'Everest, le point culminant du monde. Vodacom a bénéficié de ses publicités optimistes dès les débuts de la démocratie en Afrique du Sud, notamment la campagne « yebo gogo », toujours d'actualité en Afrique. Vodacom est le premier réseau mobile d'Afrique du Sud, avec une part de marché de plus de 40 % et plus de 45 millions d'utilisateurs. La part de marché de l'entreprise est estimée à 58 % et plus de 103 millions de clients en Afrique.
Le 17 mai 2009, un tribunal a rejeté une demande conjointe du Congrès des syndicats sud-africains (COSATU) et de l'ICASA visant à empêcher la cotation de Vodacom à la Bourse de Johannesbourg. Chegoane Mabelane, auteur d'articles sud-africain et fervent partisan du Congrès national africain (ANC) et de son alliance, a déclaré dans l'un de ses articles que l'interdiction de la cotation était justifiée.
En 2021, Vodacom a proposé une fusion avec le groupe de fibre optique Maziv. En octobre 2024, le Tribunal sud-africain de la concurrence a bloqué le projet de fusion. En novembre 2024, Vodacom a déclaré qu'elle n'envisagerait pas d'autres fusions-acquisitions.

## Technologie
Vodacom Afrique du Sud fournit des réseaux 3G, 4G et UMTS en Afrique du Sud, ainsi que les services HSPA+ (21,1 Mbit/s), HSUPA (42 Mbit/s, 2100 MHz), Wi-Fi, WiMAX et LTE. Vodacom a été le premier opérateur mobile à introduire la LTE en Afrique du Sud. Le 21 octobre 2015, Vodacom a lancé son offre fibre optique pour les particuliers. Le 7 avril 2017, le réseau 4G+ de Vodacom à Brooklyn Mall, à Pretoria, a atteint 240 Mbit/s lors d'un test de débit. Début 2020, Vodacom est également devenu le deuxième opérateur de réseau en Afrique à lancer un réseau 5G opérationnel, initialement disponible à Johannesbourg, Pretoria et Le Cap.

## Marchés
En 2018, le groupe est opérateur sur cinq marchés en Afrique et déclare 103 millions de clients, Safaricom inclus.
| Pays                             | Opérateur        | Participation | Nombre de clients | Part de marché | Position |
| Afrique du Sud                   | Vodacom          | 100 %         | 41,6 millions     | 45 %           | 1° sur 3 |
| Tanzanie                         | Vodacom Tanzanie | 61,6 %        | 12,9 millions     | -              | 1° sur 5 |
| République démocratique du Congo | Vodacom DRC      | 51 %          | 11,8 millions     | 63 %           | 1° sur 4 |
| Mozambique                       | VM               | 85 %          | 6,1 millions      | 50 %           | 1° sur 2 |
| Lesotho                          | Vodacom Lesotho  | 80 %          | 1,4 million       | -              | 1° sur 2 |